# Những vệ tinh mới của Trái Đất (Georg Waltemath)
Năm 1898, nhà khoa học Hamburg, Tiến sĩ Georg Waltemath tuyên bố rằng ông đã tìm thấy một hệ thống các mặt trăng nhỏ quay quanh Trái Đất. Ông đã bắt đầu tìm kiếm các mặt trăng thứ cấp dựa trên giả thuyết rằng một cái gì đó có ảnh hưởng nghiêm trọng đến quỹ đạo của Mặt trăng.
Waltemath đã mô tả một trong những mặt trăng được đề xuất là cách Trái Đất 1.030.000 km (640.000 dặm), với đường kính 700 km (430 dặm), thời gian quỹ đạo 119 ngày và thời gian đồng bộ 177 ngày. Ông cũng nói rằng nó không phản xạ đủ ánh sáng mặt trời để quan sát mà không có kính viễn vọng, trừ khi được xem tại một số thời điểm nhất định và đưa ra một số dự đoán về sự xuất hiện tiếp theo của nó. "Đôi khi, nó tỏa sáng vào ban đêm như mặt trời nhưng chỉ trong một giờ hoặc lâu hơn."
E. Stone Wiggins, một chuyên gia thời tiết người Canada, đã gán mùa xuân lạnh lẽo năm 1907 cho hiệu ứng của mặt trăng thứ hai, mà ông nói rằng ông đã nhìn thấy lần đầu tiên vào năm 1882 và đã công khai phát hiện vào năm 1884 tại New York York Tribune về phía trước là nguyên nhân có thể xảy ra của nhật thực bất thường vào tháng 5 năm đó. Ông cho biết đây cũng có thể là "mặt trăng lưỡi liềm xanh" được thấy ở New Zealand và sau đó ở Bắc Mỹ vào năm 1886, trong khoảng thời gian ít hơn nửa giờ mỗi lần. Ông nói đây là "mặt trăng thứ hai" mà Waltemath nhìn thấy vào năm 1898. Wiggins đưa ra giả thuyết rằng mặt trăng thứ hai có bầu khí quyển carbon cao nhưng thỉnh thoảng có thể nhìn thấy bởi ánh sáng phản chiếu của nó.
Sự tồn tại của những vật thể này do Waltemath (và Wiggins) đưa ra đã bị mất uy tín sau khi không có sự quan sát chứng thực của các thành viên khác trong cộng đồng khoa học. Đặc biệt có vấn đề là một dự đoán thất bại mà họ sẽ được nhìn thấy vào tháng 2 năm 1898.
Tạp chí Khoa học tháng 8 năm 1898 đã đề cập rằng Waltemath đã gửi cho tạp chí "một thông báo về mặt trăng thứ ba", mà ông gọi là wahrhafter Wetter und Magnet Mond ("thời tiết thực và mặt trăng nam châm"). Nó được cho là có đường kính 746 km (464 mi) và gần hơn "mặt trăng thứ hai" mà ông từng thấy trước đây.